# Berthold Fröschel
Berthold Ignaz Fröschel (7. června 1813 Weinsteig – 17. srpna 1882 Klosterneuburg) byl rakouský římskokatolický duchovní a politik německé národnosti z Dolních Rakous, v 2. polovině 19. století poslanec Říšské rady.

## Biografie
Narodil se v dolnorakouském Weinsteigu. V roce 1833 vstoupil do kláštera v Klosterneuburgu. V roce 1838 byl vysvěcen na kněze. V letech 1869–1871 byl správcem fary v Korneuburgu a děkanem v Stockerau. Roku 1871 se stal proboštem kláštera. Pokračoval v celkové rekonstrukci kláštera, kterou započal již jeho předchůdce Adam Schreck.
Byl i politicky aktivní. Působil jako poslanec Říšské rady (celostátního parlamentu Předlitavska), kam nastoupil ve volbách roku 1879 za kurii velkostatkářskou v Dolních Rakousích. Poslancem byl až do své smrti roku 1882. Ve volebním období 1879–1885 se uvádí jako Berthold Fröschel, probošt kláštera Klosterneuburg, bytem Klosterneuburg. Po volbách roku 1879 se uvádí coby konzervativní poslanec. Do Říšské rady byl zvolen coby kandidát konzervativních dolnorakouských velkostatkářů. Původně se mezi dolnorakouskými statkáři uvažovalo o kompromisu s tím, že liberální i konzervativní proud by dopředu dojednal počet svých zvolených poslanců. Tento kompromis ale nakonec nebyl realizován Zastupoval tzv. Hohenwartův klub (Strana práva). V listopadu 1881 přešel do nově utvořeného Liechtensteinova klubu (oficiálně Klub středu), který byl více katolicky, sociálně reformně a centristicky orientovaný.
V roce 1880 se o něm uvažovalo jako o kandidátovi na Dolnorakouský zemský sněm.
Zemřel v srpnu 1882.